# STOE
Die STOE & Cie. GmbH mit Sitz in Darmstadt ist ein Hersteller von wissenschaftlichen Geräten für die zerstörungsfreie Analyse von Substanzen. Basierend auf Methoden der Röntgenbeugung stellt die Firma Einkristall- und Pulverdiffraktometer her. Die Geräte der Firma werden weltweit verkauft und für Forschungsarbeiten in der Chemie, Pharmazie, Mineralogie und den Materialwissenschaften verwendet.

## Geschichte
Die Firma STOE wurde 1887 zur Herstellung von Geräten für die optische Analyse von Kristallen gegründet. Seit den 1960er Jahren konzentriert sich STOE auf Geräte für die Röntgenbeugung an Pulvern und Einkristallen. Die Firma patentierte erstmals eine Methode für die Röntgenbeugung an Pulvern in Transmissionsgeometrie und produzierte das erste Pixeldetektorsystem mit einer offenen Eulerwiege.
Produktentwicklung, Softwareprogrammierung, Maschinenbau und Produktion finden alle am Standort der Firma in Darmstadt statt. Die Firma setzt auf Kundenwunsch auch individuelle Produktentwicklungen um. So entwickelte die Firma in Zusammenarbeit mit dem Institut für Mineralogie und Petrographie der Universität Innsbruck ein Heizgerät für Einkristall-Strukturanalysen im Temperaturbereich von Raumtemperatur bis 1000 °C. Das Image-Plate-Diffraktometer IPDS II ermöglicht die Strukturbestimmung von Flüssigkeiten durch In-situ Cryokristallisation.

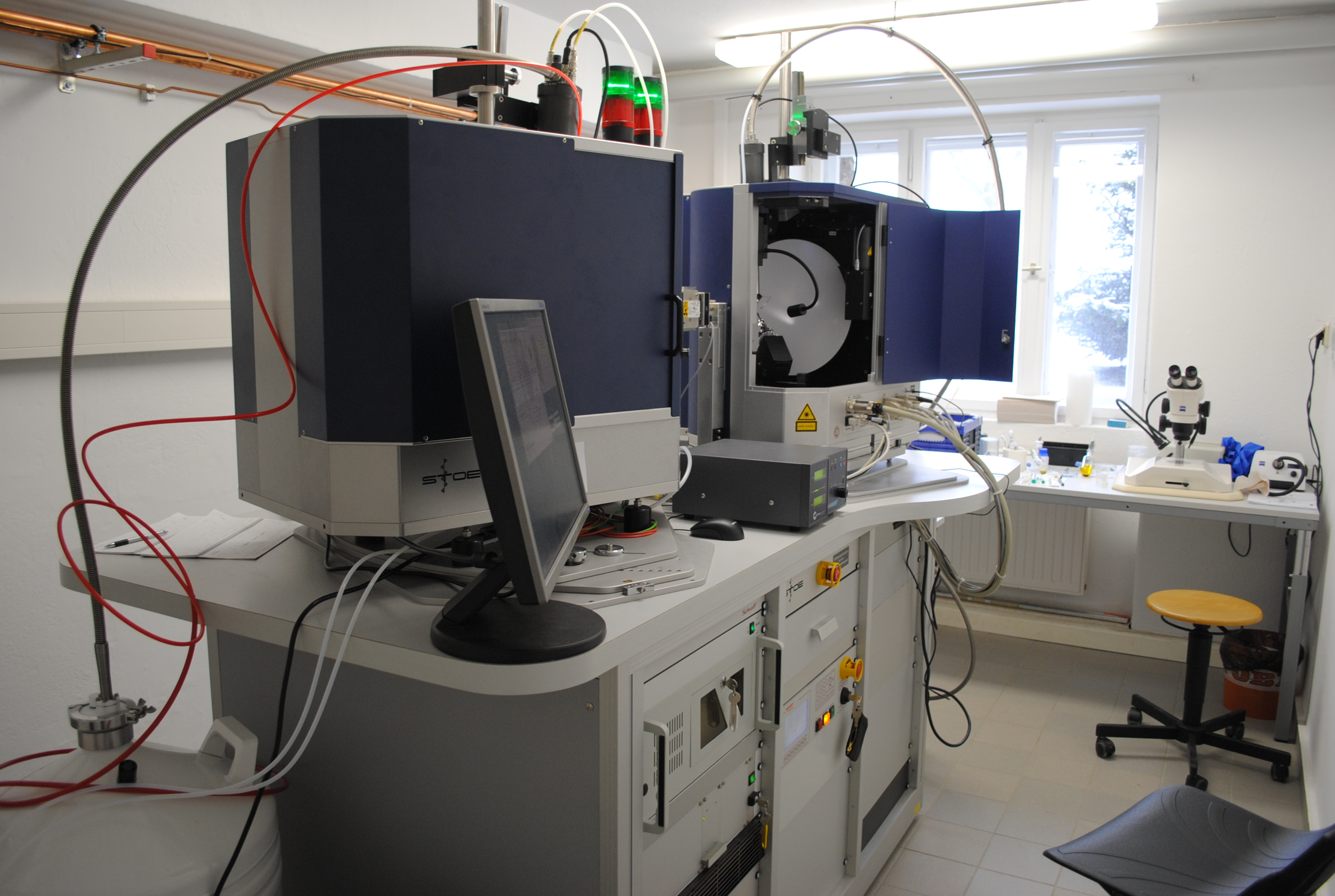
Diffraktometer IPDS II und IPDS 2T der Firma STOE.